# 克斯廷·施特格曼
克斯廷·施特格曼（德語：Kerstin Stegemann，1977年9月29日—），德国女子足球运动员。她曾代表德国参加1996年、2000年、2004年和2008年夏季奥林匹克运动会足球比赛，获得三枚铜牌。